# عرض بسيط نجم
عرض بسيط نجم (بالإنجليزية: The Patrick Star Show)‏ هو مسلسل رسوم متحركة أمريكي عُرض لأول مرة على قناة نيكلوديون في 9 يوليو 2021. إنه عمل منبثق من سلسلة سبونج بوب سكوير بانتس التي أنشأها ستيفن هيلينبرغ. يتناول هذا المسلسل شخصية بسيط نجم وهو يستضيف برنامجًا حواريًا في منزل عائلته بدعم من عائلته. يضم طاقم تطوير المسلسل لوك بروكشير [الإنجليزية]، ومارك سيكاريلي [الإنجليزية]، وأندرو غودمان، وكاز [الإنجليزية]، والسيد لورانس، وفنسنت والر، وأنتجته إستوديوهات نيكلوديون للرسوم المتحركة.

## روابط خارجية
- عرض بسيط نجم  في قاعدة بيانات الأفلام على الإنترنت (بالإنجليزية)